# Salmo 128

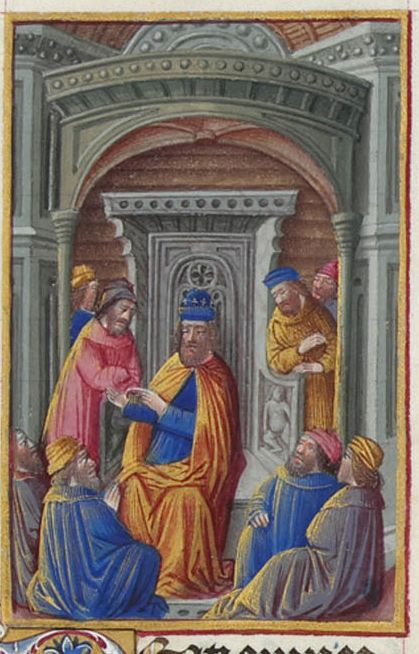
Miniatura que ilustra el Salmo 128, Bendición de los fieles, en Las muy ricas horas del Duque de Berry

El Salmo 128 es el salmo 128 del Libro de los Salmos, que comienza en inglés en la versión King James: «Bienaventurado todo aquel que teme al Señor, que anda en sus caminos». En el sistema de numeración ligeramente diferente utilizado en la Septuaginta griega y la Vulgata latina, este salmo es el Salmo 127. En latín, se conoce como «Beati omnes qui timent Dominum».
El salmo forma parte habitual de las liturgias judía, católica, luterana, anglicana y otras liturgias protestantes.

## Tema
Escrito de forma anónima, el Salmo 128 probablemente data del período posterior al  exilio (es decir, después de aproximadamente 539 a. C.).
El Jamieson-Fausset-Brown Bible Commentary describe 8:1–8 como un «comentario virtual sobre este salmo».

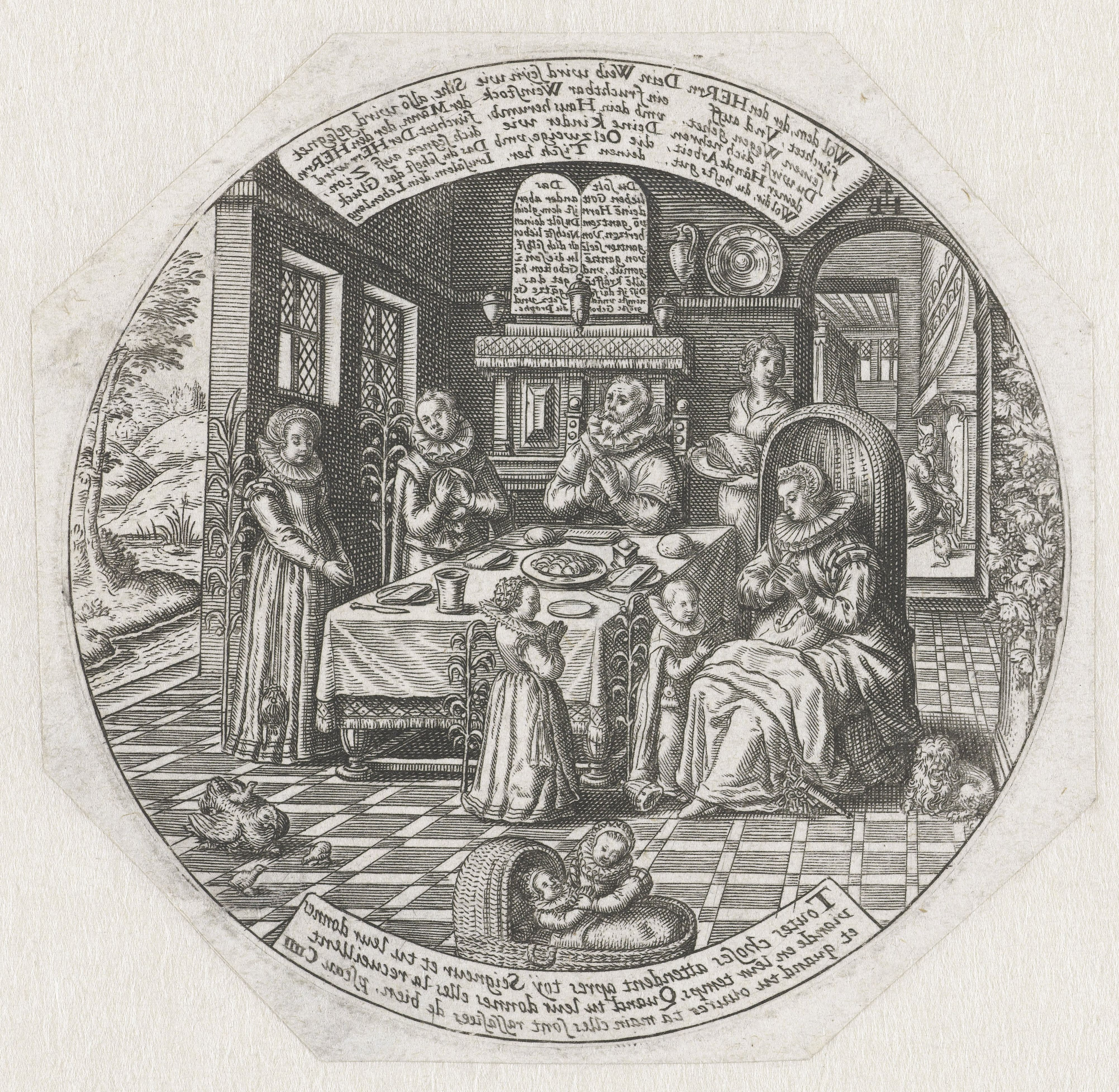
Gebed voor de maaltijd (holandés): Una familia próspera en posición de oración alrededor de una mesa puesta en una habitación. Los padres están sentados, los niños de pie. Detrás de ellos se representan brotes de olivo. El tema de la oración de la hora de la comida estaba relacionado con el Salmo 128, que compara a los niños con los brotes de olivo. La vid fértil, símbolo de la ama de casa, se visualiza a la izquierda contra la pared, detrás de la silla de la madre. En primer plano hay un niño pequeño arrodillado junto a una cuna.

## Texto
La siguiente tabla muestra el texto en hebreo del Salmo con vocales, junto con el texto en griego koiné de la Septuaginta y la traducción al español de la Biblia del Rey Jacobo. Tenga en cuenta que el significado puede diferir ligeramente entre estas versiones, ya que la Septuaginta y el texto masorético provienen de tradiciones textuales diferentes. En la Septuaginta, este salmo está numerado como Salmo 127.
| # | Hebreo                                                     | Español | Griego |
| - | ---------------------------------------------------------- | --- | --- |
| 1 | שִׁ֗יר הַֽמַּ֫עֲל֥וֹת אַ֭שְׁרֵי כׇּל־יְרֵ֣א יְהֹוָ֑ה הַ֝הֹלֵ֗ךְ בִּדְרָכָֽיו׃                   | (A Cánticos de Ascensión.) Bienaventurado todo aquel que teme al Señor; que anda en sus caminos.           | ᾿ῼδὴ τῶν ἀναβαθμῶν. - Μακάριοι πάντες οι φοβούμενοι τον Κύριον, οι πορευόμενοι ἐν ταῖς ὁδοῖς αὐτοῦ.                   |
| 2 | יְגִ֣יעַ כַּ֭פֶּיךָ כִּ֣י תֹאכֵ֑ל אַ֝שְׁרֶ֗יךָ וְט֣וֹב לָֽךְ׃                           | Porque comerás el fruto de tu trabajo; serás feliz y te irá bien.                                          | τοὺς πόνους τῶν καρπῶν σου φάγεσαι· μακάριος εἶ, καὶ καλῶς σοι ἔσται.                                                 |
| 3 | אֶשְׁתְּךָ֤ ׀ כְּגֶ֥פֶן פֹּרִיָּה֮ בְּיַרְכְּתֵ֢י בֵ֫יתֶ֥ךָ בָּ֭נֶיךָ כִּשְׁתִלֵ֣י זֵיתִ֑ים סָ֝בִ֗יב לְשֻׁלְחָנֶֽךָ׃ | Tu mujer será como una vid fecunda junto a tu casa; tus hijos, como olivos plantados alrededor de tu mesa. | ἡ γυνή σου ὡς ἄμπελος εὐθηνοῦσα ἐν τοῖς κλίτεσι τῆς οἰκίας σου· οἱ υἱοί σου ὡς νεόφυτα ἐλαιῶν κύκλῳ τῆς τραπέζης σου. |
| 4 | הִנֵּ֣ה כִי־כֵ֭ן יְבֹ֥רַךְ גָּ֗בֶר יְרֵ֣א יְהֹוָֽה׃                               | He aquí que así será bendecido el hombre que teme al Señor.                                                | ἰδοὺ οὕτως εὐλογηθήσεται ἄνθρωπος ὁ φοβούμενος τὸν Κύριον.                                                            |
| 5 | יְבָרֶכְךָ֥ יְהֹוָ֗ה מִצִּ֫יּ֥וֹן וּ֭רְאֵה בְּט֣וּב יְרוּשָׁלָ֑͏ִם כֹּ֝֗ל יְמֵ֣י חַיֶּֽיךָ׃             | El Señor te bendecirá desde Sión, y verás el bien de Jerusalén todos los días de tu vida.                  | εὐλογήσαι σε Κύριος ἐκ Σιών, καὶ ἴδοις τὰ ἀγαθὰ ῾Ιερουσαλὴμ πάσας τὰς ἡμέρας τῆς ζωῆς σου·                            |
| 6 | וּרְאֵֽה־בָנִ֥ים לְבָנֶ֑יךָ שָׁ֝ל֗וֹם עַל־יִשְׂרָאֵֽל׃                             | Sí, verás a los hijos de tus hijos, y paz sobre Israel.                                                    | καὶ ἴδοις υἱοὺς τῶν υἱῶν σου. εἰρήνη ἐπὶ τὸν ᾿Ισραήλ.                                                                 |

### Versión Reina Valera
¹Bendito es todo aquel que teme al SEÑOR;

que anda en sus caminos.

²Porque comerás del trabajo de tus manos:

feliz serás, y te irá bien.

³Tu mujer será como una vid fructífera

a los lados de tu casa:

tus hijos como plantas de olivo

alrededor de tu mesa.

⁴He aquí que así será bendecido el hombre

que teme al SEÑOR.

⁵El SEÑOR te bendecirá desde Sion:

y verás el bien de Jerusalén

todos los días de tu vida.

⁶Sí, verás a los hijos de tus hijos,

y paz sobre Israel.

## Comentarios

### De la Iglesia católica

#### A todo el salmo
Este salmo se relaciona con el anterior al destacar claramente cuál es el regalo de Dios para quien le teme y confía en Él: los hijos (ver Sal 127,3-5; 128,3). La bendición que aparece en los versículos 5 y 6 encaja dentro del marco de la peregrinación al Templo, momento en el que un sacerdote o levita podía pronunciarla sobre los fieles que llegaban. En conjunto, el salmo funciona como una enseñanza y una bendición destinada a los peregrinos. Empieza con una expresión típica de la sabiduría bíblica que declara la dicha del que sigue fiel al Señor (v. 1), y continúa describiendo esa dicha centrada en la armonía y bienestar familiar (vv. 2-4). Luego introduce una bendición que invoca al Señor desde Sión (vv. 5-6). Esta bendición, así como los anhelos de paz y felicidad expresados, cobran un sentido más profundo cuando se entienden a la luz de la bendición definitiva que Dios otorga a través de Jesucristo.

#### Al versículo 1
El temor no significa un temor servil sino amoroso por lo que se quiere cumplir sus preceptos: 

Para nosotros, el temor de Dios reside todo él en el amor, y su contenido es el ejercicio de la perfecta caridad: obedecer los consejos de Dios, atenerse a sus mandatos y confiar en sus promesas.

#### A los versículos 2-5
La dicha que se presenta en este pasaje tiene un rostro familiar y cotidiano: una vida estable, con lo necesario para vivir, y relaciones sanas en el hogar. El centro de esta bendición es el "temor del Señor", que aparece al principio y al final del texto, dándole unidad. Este temor no es miedo, sino actitud de respeto y fidelidad a Dios, que en la práctica se expresa viviendo según sus mandamientos. Seguir ese camino es lo que conduce a una felicidad plena y duradera.

En verdad es muy grande el premio que proporciona la observancia de tus mandamientos. Y no sólo aquel mandamiento, el primero y el más grande, es provechoso para el hombre que lo cumple, no para Dios que lo impone, sino que también los demás mandamientos de Dios perfeccionan al que los cumple, lo embellecen, lo instruyen, lo ilustran, lo hacen en definitiva bueno y feliz. Por esto, si juzgas rectamente, comprenderás que has sido creado para la gloria de Dios y para tu eterna salvación, comprenderás que éste es tu fin, que éste es el objetivo de tu alma, el tesoro de tu corazón. Si llegas a este fin, serás dichoso; si no lo alcanzas, serás un desdichado 

## Versículo 6
«¡Que veas a los hijos de tus hijos! ¡La paz sea con Israel!» 
Este versículo recuerda el reencuentro de Jacob con su hijo José en Génesis 48:11: «Y dijo Israel [Jacob] a José: No pensaba yo ver tu rostro, y he aquí Dios también me ha mostrado tu descendencia» y se refleja en la restauración de Job: «Después de esto vivió Job ciento cuarenta años, y vio a sus hijos y a sus nietos hasta la cuarta generación». Proverbios 17:6 celebra la misma idea: «Los hijos de los hijos son la corona de los ancianos». 
La oración final por la paz en Israel, que también aparece en Salmo 125, se toma mejor como una «cláusula separada», según el t Commentary.

## Usos

### Judaísmo
Este salmo se recita en algunas comunidades después de Minjá entre Sucot y Shabat Hagadol. También se recita en muchas comunidades antes de Aleinu durante Motzei Shabat Maariv (en otras comunidades después de la havdalah, véase Veyiten Lecha), y entre las oraciones del Shemá de la hora de acostarse. Su segundo versículo se encuentra en el capítulo 4, n.º 1, de Pirkei Avot Capítulo 4, n.º 1. y Capítulo 6, n.º 4.

### Iglesia católica
Tradicionalmente, desde la Edad Media, este salmo se ha recitado dentro de la Oficina de Nona de martes a sábado, según la Regla de San Benito (530). 
Para facilitar la comprensión en la Liturgia de las horas actual cada salmo tiene un título en rojo (rúbrica) que no forma parte del salmo. El título del Salmo 128 es Paz doméstica en el hogar del justo.
En la liturgia de la Misa, del actual Rito Romano, el Salmo 128 se utiliza en la fiesta de la Sagrada Familia, el 33.º domingo del Tiempo Ordinario del año A y el 27.º domingo del Tiempo Ordinario del año B. También es el salmo tradicional para las misas nupciales (missa pro votiva sponso et sponsa).
En el uso de Sarum, el sacerdote también cantaba el salmo después del Salmo 121 en la bendición de mujeres. 

### Iglesia Ortodoxa Copta
En la Agpeya, el Libro de Horas de la Iglesia Copta, este salmo se reza en el oficio de Vísperas y la segunda vigilia de la oficio de medianoche.

### Acompañamientos musicales
Heinrich Schütz compuso una paráfrasis métrica del Salmo 128 en alemán, «Ich heb mein Augen auf zu dir», SWV 233, para el Salterio Becker, publicado por primera vez en 1628.
Este salmo fue utilizado por Michel-Richard Delalande en 1698 para componer un grand motet (S51) que se interpretó en la capilla real de Versalles para celebrar los oficios. Henry Desmarest compuso un gran motete «“”Beati omnes» (fecha desconocida). Marc-Antoine Charpentier compuso en 1680/1681 un «“”Beati omnes qui timent Dominum» H.178, para 3 voces, 2 instrumentos agudos y continuo.
Salamone Rossi, el compositor judeoitaliano del siglo XVII que fue el primer compositor conocido en escribir música coral para la liturgia judía, publicó tres arreglos del salmo (para 3, 5 y 6 voces) en su colección Shir Ha'shirim Lishlomo, publicada en 1622.